# Кастеллани, Андреа
Андреа Кастеллани (итал. Andrea Castellani, родился 15 мая 1972 года в городе Л’Акуила) — итальянский регбист, выступавший на позиции пропа, и регбийный тренер.

## Биография
Воспитанник школы клуба «Л’Акуила», с которым в сезоне 1993/1994 выиграл первый в карьере чемпионат Италии, переиграв в финале фаворитов в лице «Аматори Милано». В том же году 18 мая дебютировал в сборной Италии под руководством Жоржа Коста в матче против Чехии в Виадане: итальянцы одержали крупнейшую в истории победу со счётом 104:8, а Кастеллани отметился единственной в играх за сборную попыткой.
В 1995 году был в заявке сборной Италии на Кубок мира в ЮАР, но не сыграл ни одного матча. В 1996 году перешёл в «Бенеттон», где отыграл всего один сезон, но стал чемпионом Италии, после чего вернулся на сезон в «Л’Акуилу». С 1998 по 2003 годы играл за «Рому», выиграв с ней в сезоне 1999/2000 третий в карьере титул чемпиона Италии.
Сыграл два матча на чемпионате мира по регби 1999 года в Уэльсе. Последней игрой в сборной стал матч группового этапа против Новой Зеландии 14 октября в Хаддерсфилде (поражение 3:101).
Вне регби — зубной врач по профессии. В 2003—2008 годах — помощник тренера римской «Капитолины» Массимо Машолетти.

## Достижения
- Чемпион Италии: 1993/1994 (Л’Акуила), 1996/1997 (Бенеттон), 1999/2000 (Рома)